# 女王対ヴァン・デル・ピート
女王対ヴァン・デル・ピート（1996] 2 S.C.R. 507）とは、カナダの先住民であるファーストネイションに対する、1982年憲法法第35項にもとづく諸権利をめぐる主要な訴訟のひとつである。カナダ最高裁判所は、この判決の中で、先住民の漁業権は魚の商用売買まで拡大適用することができないとの考えを示した。この訴訟以後、先住民権が存在するかどうかを証明するために、ヴァン・デル・ピート検査が出現した。この検査は、「ヴァン・デル・ピート三部作」という名で知られる、3つの訴訟の最初のものであり、そのほかにR. 対N.T.C. スモークハウス社および 女王対グラッドストーンがこれに含まれる。
ヴァン・デル・ピートはストローネイションのメンバーであり、フードフィッシング（固有の文化として認められた先住民に漁業権にもとづく漁業）によって合法的に漁獲したが、売ることが禁じられていたサケ漁について、その販売を求めて訴訟を起こした。
審理において、判事は先住民による食料および儀式的目的のための漁業権は、魚を商業的に売る権利にまで拡大適用されないという考えを示した。略式上訴裁判所の判事は判定を覆したが、上訴裁判所においても再度、判定が覆された。
最高裁以前の論点は、魚の販売を妨げている法律が、ヴァン・デル・ピートの第35項にもとづく先住民権を侵害しているかどうか、であった。

## 最高裁の意見
7対2で最高裁は判決を支持した。それは先住民の独特の文化の一部ではないゆえに、権利が商業漁業にまで拡大適用されることはない。「先住民権のひとつとなるには、その活動は、権利を主張する先住民集団に独特の文化に不可欠な、慣例、風習、もしくは伝統のなかの一要素でなければならない。」裁判所は、与件となっている慣例が憲法下で保護される諸権利にあたるかどうか決定するために、つぎのような「独特文化テスト」を展開した。
1. 最高裁、行われている請求の性質を精確に特定しなければならない
2. 当該の慣例、習慣、あるいは伝統は、植民地的な接触以前の、先住民の独特の文化にとって不可欠な一部でなければならない。

## 参考項目
- セント・キャサリン・ミリング対女王（en:St. Catherines Milling v. The Queen）
- カルダー判決（en:Calder v. British Columbia (Attorney General)）
- デルガムーク判決（en:Delgamuukw v. British Columbia)）
- スパロー判決（en:Delgamuukw v. British Columbia)）